# Butte Fire
Le Butte Fire est un feu de forêt en progression rapide qui a lieu lors des incendies de 2015 en Californie. Il a débuté le 9 septembre dans le comté d'Amador en Californie. En date du 16 septembre, il a brûlé plus de 290 km2 (71 780 acres) et 45 % de son périmètre maîtrisé.

## Déroulement
L'incendie a éclaté à 14h26 le mercredi 9 septembre à l'est de Jackson et a rapidement progressé pour atteindre 59 km2 (14 500 acres) dans la soirée. Dès jeudi, le feu avait plus que doublé de taille pour atteindre 129 km2 (32 000 acres). Les fonctionnaires ont déclaré que le feu était en expansion dans toutes les directions et que les efforts étaient entravés par la topographie difficile.
Tôt le vendredi 11 septembre le CAL Fire a ordonné une évacuation de l'ensemble de San Andreas, mais à 16h30 cet ordre était levé. Les responsables du district scolaire unifié du comté d'Amador ont choisi de fermer toutes les écoles dans le quartier le vendredi. Plus tard le même jour, le feu a continué de croître, le gouverneur Jerry Brown a déclaré l'état d'urgence dans les comtés d'Amador et de Calaveras.
Le 16 septembre, le médecin légiste du comté de Calaveras a annoncé que les corps de deux personnes avaient été trouvés dans les zones de Mokelumne Hill et de Mountain Ranch.

## Dégâts
2 civils morts, 365 résidences détruites, 261 dépendances et 26 structures endommagées.

## Lutte contre l'incendie
Les autorités ont déployé 4 312 pompiers, 413 machines, 5 avions bombardiers d'eau, 10 hélicoptères, 59 bulldozers, 54 camions anti-incendie.